# Barendrecht

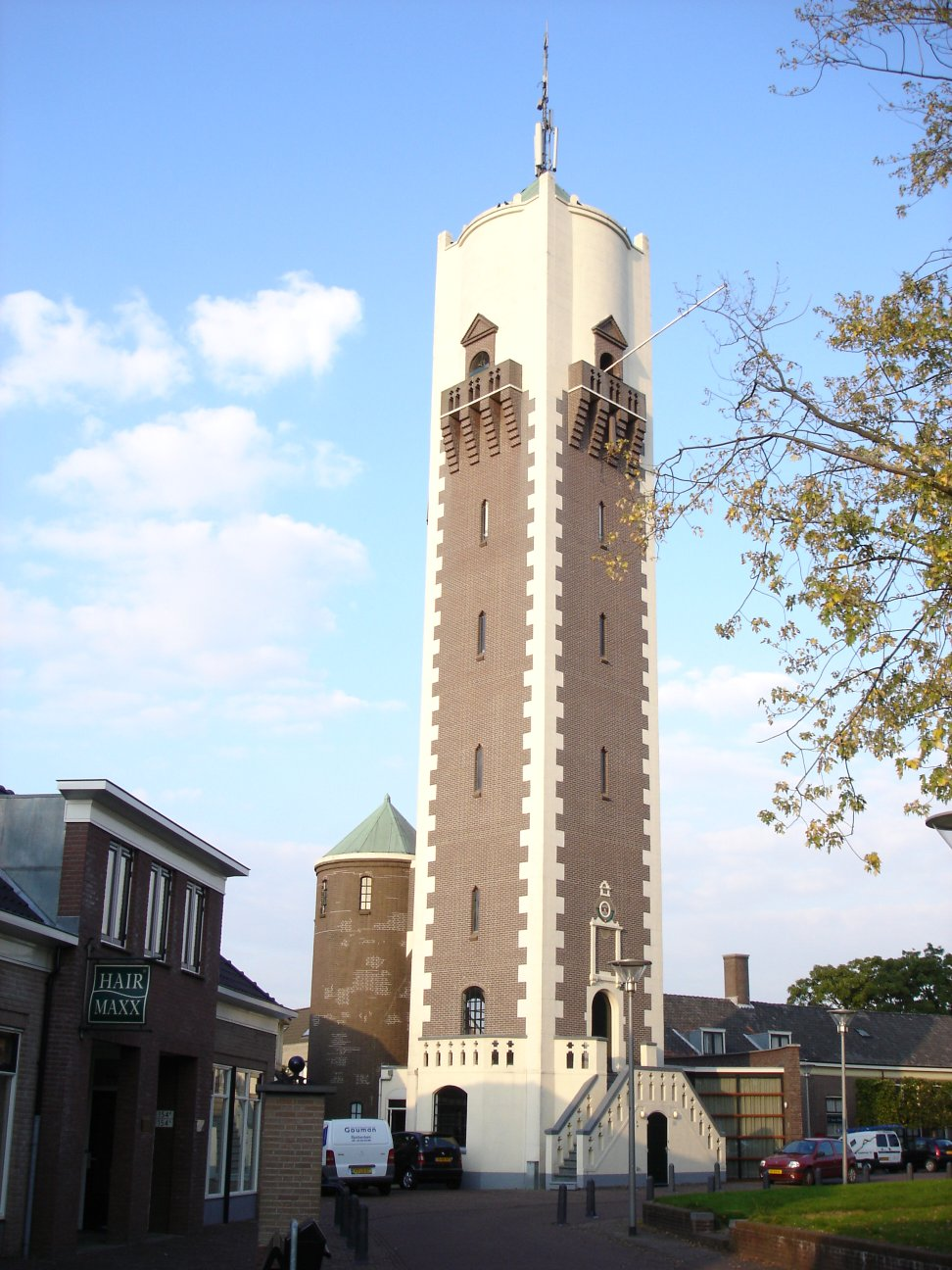
Wasserturm in Barendrecht

Barendrecht (anhörenⓘ) ist eine Gemeinde in der niederländischen Provinz Südholland. Hier und im Nachbarort Zwijndrecht befindet sich der zum Eisenbahnknoten Rotterdam gehörende einzige niederländische Rangierbahnhof Kijfhoek.

## Ortsteile
- Barendrecht
- Barendrecht-Carnisselande
- Smitshoek

## Politik

### Sitzverteilung im Gemeinderat
Der Gemeinderat von Barendrecht formiert sich folgendermaßen:
| Partei                | Sitze | Sitze | Sitze | Sitze | Sitze | Sitze | Sitze | Sitze | Sitze | Sitze | Sitze |
| Partei                | 1982  | 1986  | 1990  | 1994  | 1998  | 2002  | 2006  | 2010  | 2014  | 2018  | 2022  |
| --------------------- | ----- | ----- | ----- | ----- | ----- | ----- | ----- | ----- | ----- | ----- | ----- |
| Echt voor Barendrecht | –     | –     | –     | –     | –     | –     | –     | –     | 9     | 14    | 20    |
| ChristenUnie          | –     | –     | –     | –     | –     | 4     | 4     | 4     | 4     | 3     | 3     |
| SGP                   | 2     | 2     | 3     | 3     | 3     | 4     | 4     | 4     | 4     | 3     | 3     |
| GPV                   | 2     | 2     | 3     | 3     | 3     | –     | –     | –     | –     | –     | –     |
| RPF                   | 2     | 2     | 3     | 3     | 3     | –     | –     | –     | –     | –     | –     |
| CDA                   | 6     | 6     | 6     | 4     | 4     | 6     | 6     | 6     | 5     | 4     | 2     |
| VVD                   | 5     | 4     | 3     | 6     | 7     | 6     | 7     | 9     | 5     | 3     | 1     |
| PvdA                  | 3     | 4     | 3     | 3     | 4     | 3     | 6     | 4     | 2     | 2     | 1     |
| GroenLinks            | –     | –     | –     | –     | –     | 2     | 3     | 3     | 1     | 2     | 1     |
| D66                   | 1     | 1     | 2     | 3     | 1     | 2     | 1     | 3     | 3     | 1     | 1     |
| Wij Barendrecht       | –     | –     | –     | –     | –     | –     | –     | –     | –     | –     | 0     |
| Centrumpartij ’86     | –     | –     | –     | 0     | –     | –     | –     | –     | –     | –     | –     |
| Gesamt                | 17    | 17    | 17    | 19    | 19    | 23    | 27    | 29    | 29    | 29    | 29    |

### Bürgermeister
Seit dem 15. Juni 2023 ist Ronald Schneider (parteilos) amtierender Bürgermeister der Gemeinde. Zu seinem Kollegium zählen die Beigeordneten Lennart van der Linden (Echt voor Barendrecht), Dirk Vermaat (Echt voor Barendrecht), Peter Luijendijk (CDA), Johan van Wolfswinkel (SGP/ChristenUnie) sowie der Gemeindesekretär Gert-Jan Bravenboer.

## Söhne und Töchter der Gemeinde
- Inge de Bruijn (* 1973), ehemalige niederländische Schwimmerin und vierfache Olympiasiegerin
- Chayenne Ewijk (* 1988), Tennisspielerin
- Anwar El Ghazi (* 1995), Fußballspieler